# Cincinnati Bengals
Cincinnati Bengals je profesionální klub amerického fotbalu, který sídlí v Cincinnati ve státě Ohio. V současné době je členem North Division (Severní divize) American Football Conference (AFC, Americké fotbalové konference) National Football League (NFL, Národní fotbalové ligy). Svá domácí utkání hrají na Paul Brown Stadium, který je umístěn v centru Cincinnati. Primárními barvami týmu jsou oranžová a černá. Jejich hlavními rivaly jsou Baltimore Ravens, Cleveland Browns, Pittsburgh Steelers.
Bengals byli založeni v roce 1966 bývalým hlavním trenérem Cleveland Browns Paulem Brownem. Paul Brown byl také hlavním trenérem týmu až do roku 1975. Poté, co byl odvolán jako trenér Cleveland Browns, projevil zájem založit další tým v Ohiu, konkrétně v Cincinnati nebo Columbusu. Nakonec si vybral Cincinnati a to díky dohodě mezi městem a týmem Major League Baseball Cincinnati Reds o výstavbě nového multifunkčního stadionu, který by mohl hostit oba týmy.
Bengals se dvakrát dostali do Super Bowlu a to v letech 1981 a 1988, ale obě finále prohráli se San Franciskem 49ers. Po smrti Paula Browna v roce 1991 zdědil kontrolu nad týmem jeho syn Mike. V roce 2011 Mike Brown odkoupil akcie týmu z pozůstalosti spoluzakladatele týmu Austina Knowltona a stal se majoritním vlastníkem týmu. Brown, který je de facto generálním manažerem, bývá hodnocen jako nejhorší týmový vlastník v americkém profesionálním sportu.

## Týmová historie
Klub dostal opět jméno Bengals, protože v Cincinnati již tým stejného názvu hrál v letech 1937–1941. Název Bengals získal podle vzácného bílého bengálského tygra chovaného v městské zoologické zahradě.
Po přesunu z American Football Feague do National Football League se objevila komplikace. Starý dosluhující stadion Crosley Field, kde hráli společně se Cincinnati Reds, už nevyhovoval. Tento stadion byl postaven v roce 1912. Za asistence guvernéra státu Ohio Jamese A. Rhodese, zástupců okresu Hamilton County a městské rady bylo odsouhlaseno postavení nového multifunkčního stadionu.
Po dokončení fúze mezi AFL a NFL v roce 1970, byl tým Cleveland Browns přiřazen do centrální divize American Football Conference, tedy do stejné divize jako Bengals. Tím vznikla veliká rivalita.
První dvě sezóny (ještě v AFL) hrál tým na Nippert Stadium, který je současným domovem univerzitního týmu Cincinnati Bearcats. Tým dokončil svou první sezónu s výsledkem 3-11. Jedním ze světlých bodů byly výkony Running backa Paula Robinsona, který naběhal 1 023 yardů a byl vyhlášen nováčkem roku.
V roce 1970 se Bengals přestěhovali na Riverfront Stadium, který sdíleli se Cincinnati Reds až do přestěhování na Paul Brown Stadium v roce 2000. Tým dosáhl na playoff třikrát během deseti let, ale zde nevyhrál ani jednou. Do Super Bowlu se dostali dvakrát během 80. let, ale prohráli obě finále s týmem San Francisco 49ers. Po účasti v playoff v roce 1990 Paul Brown zemřel. Do vedení týmu se dostal jeho syn Mike a pro Bengals začala éra přestavby týmu. Ta trvala až do roku 2003, kdy byl k týmu povolán nový hlavní trenér Marvin Lewis. V tomto roce byl také draftován Quarterback Carson Palmer, ale celou sezónu nehrál. Pod Palmerem se tým objevil v roce 2005 v playoff, poprvé od roku 1990.
Bengals se vrátili do playoff v roce 2009 a trenér Marvin Lewis byl oceněn jako trenér roku. V roce 2010 skončil tým s bilancí 4-12 a do playoff se nepodívali. O rok později zakončil tým základní část s výsledkem 9-7 a hráli playoff. Zde se utkali s týmem Houston Texans a byli poraženi. V roce 2012 opět skončila sezóna postupem do playoff, kde opět narazili na Houston Texans a opět odešli poraženi.

## Hráči

### Členové Síně slávy profesionálního fotbalu

#### Hráči
- 1996 – Charlie Joiner
- 1998 – Anthony Muñoz
- 2018 – Terrell Owens

#### Funkcionáři
- Paul Brown – majitel a trenér

### Ocenění hráči a trenéři

#### Hráči
Nejužitečnější hráč roku
- 1981 – Ken Anderson
- 1988 – Boomer Esiason

Nováček roku
- 1968 – Paul Robinson
- 1969 – Greg Cook
- 1985 – Eddie Brown
- 1992 – Carl Pickens

#### Trenéři
Trenér roku
- 1969 – Paul Brown
- 1970 – Paul Brown
- 2009 – Marvin Lewis

### Vyřazená čísla
- 54: Bob Johnson

### Draft
Hráči draftovaní v prvním kole za posledních deset sezón:
| Rok  | Pořadí | Jméno hráče                   | Pozice           | Univerzita                                            |
| 2010 | 21     | Jermaine Gresham              | Tight end        | University of Oklahoma                                |
| 2011 | 4      | A. J. Green                   | Wide receiver    | University of Georgia                                 |
| 2012 | 17 27  | Dre Kirkpatrick Kevin Zeitler | Cornerback Guard | University of Alabama University of Wisconsin–Madison |
| 2013 | 21     | Tyler Eifert                  | Tight end        | University of Notre Dame                              |
| 2014 | 24     | Darqueze Dennard              | Cornerback       | Michigan State University                             |
| 2015 | 21     | Cedric Ogbuehi                | Offensive tackle | Texas A&M University                                  |
| 2016 | 24     | William Jackson III           | Cornerback       | University of Houston                                 |
| 2017 | 9      | John Ross III                 | Wide receiver    | University of Washington                              |
| 2018 | 21     | Billy Price                   | Center           | Ohio State University                                 |
| 2019 | 11     | Jonah Williams                | Offensive tackle | University of Alabama                                 |